# Resztówka (Nietulisko Duże)
Resztówka – część wsi Nietulisko Duże w Polsce, położona w województwie świętokrzyskim, w powiecie ostrowieckim, w gminie Kunów.
W latach 1975–1998 Resztówka administracyjnie należała do województwa kieleckiego.